# جان رولف (بازیگر)
جان رولف (انگلیسی: John Rolfe؛ ۱۹۳۵ – ۱۲ اوت ۲۰۲۰) بازیگر اهل بریتانیا بود.
از فیلم‌ها یا مجموعه‌های تلویزیونی که وی در آن‌ها نقش داشته است، می‌توان به پوآرو، بله آقای وزیر، ارتش سری، خانواده دراماند و دکتر هو اشاره نمود.